# Dezember 1914
Portal Geschichte | Portal Biografien | Aktuelle Ereignisse | Jahreskalender | Tagesartikel

◄ |
19. Jahrhundert |
20. Jahrhundert
| 21. Jahrhundert

◄ |
1880er |
1890er |
1900er |
1910er
| 1920er | 1930er | 1940er | ►

◄ |
1910 |
1911 |
1912 |
1913 |
1914
| 1915 | 1916 | 1917 | 1918 | ►

◄ |
September 1914 |
Oktober 1914 |
November 1914 |
Dezember 1914 |
Januar 1915 |
Februar 1915 |
März 1915 |
►
Dieser Artikel behandelt tagesbezogene Nachrichten und Ereignisse im Dezember 1914.

## Tagesgeschehen

### Dienstag, 1. Dezember

Maserati-Logo

- Bologna/Königreich Italien: Alfieri Maserati gründet den Sportwagenhersteller Società Anonima Officine Alfieri Maserati. Der von ihnen gewählte Dreizack als Markenzeichen, der Tridente, entstammt dem Neptunbrunnen von Bologna.
- Karpaten/Galizien: Die Schlacht von Limanowa–Lapanow – ein Teil der Schlacht in den Karpaten im Ersten Weltkrieg – beginnt. Der von österreichisch-ungarischen Chef des Generalstabes, Franz Conrad von Hötzendorf befohlene Gegenangriff ist nötig, um einem Durchbruchsversuch der russischen 3. Armee mit etwa 125.000 Mann nach Nordungarn vorzubeugen.
- Vereinigtes Königreich: Die HMS Raglan, ein Monitor der Abercrombie-Klasse, geht vom Stapel. Namensgeber ist der britische General Baron Raglan.
- Südafrikanische Union: Regierungstruppen verhaften im Nordwesten des Landes den Burengeneral Christiaan de Wet. Er hatte wenige Wochen zuvor die Unabhängigkeit des Oranje-Freistaats verkündet.[1]

### Mittwoch, 2. Dezember

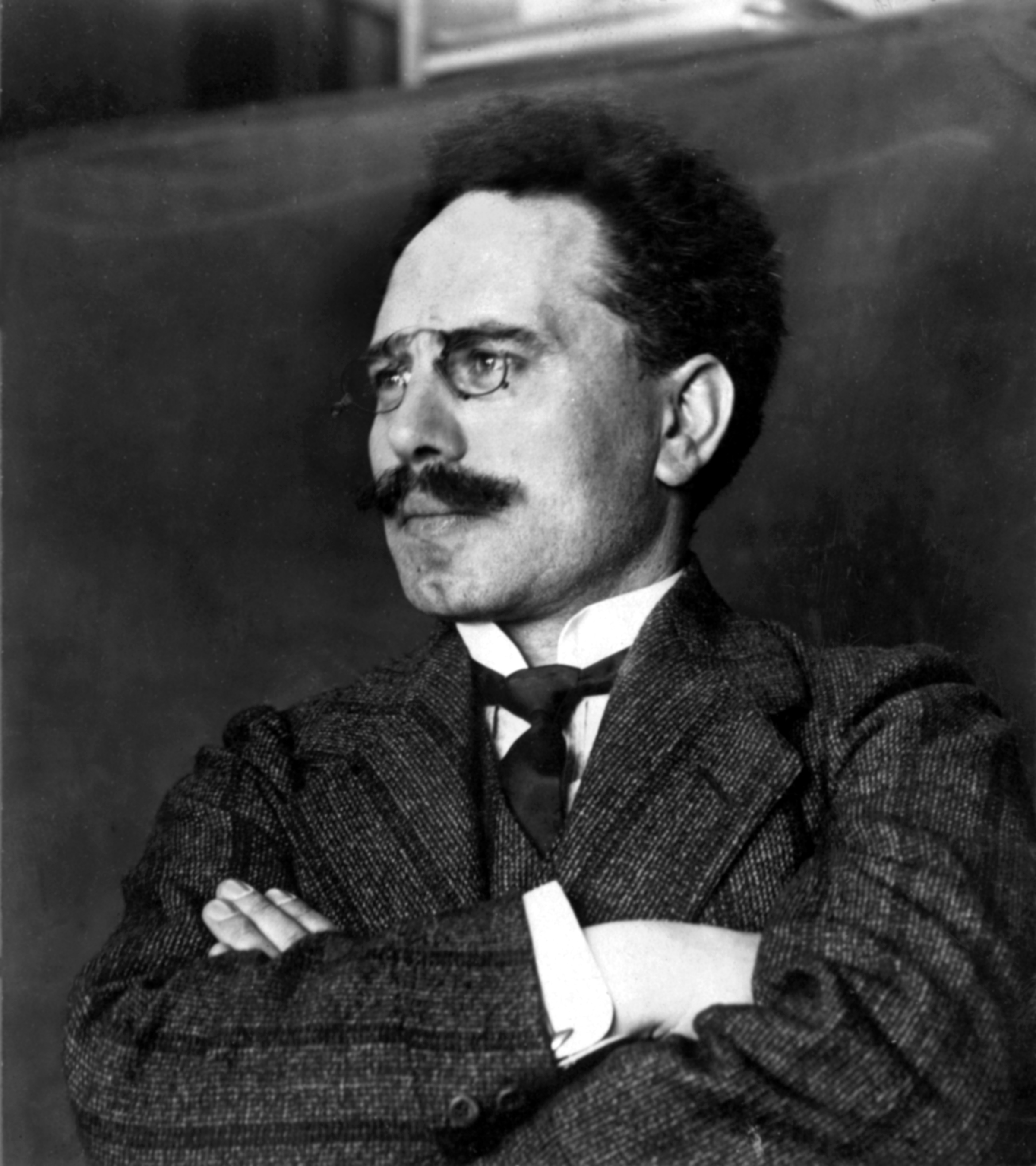
Karl Liebknecht (ca. 1911)

- Berlin/Deutsches Kaiserreich: Karl Liebknecht stimmt als erster und zunächst einziger SPD-Abgeordneter im Reichstag gegen die Verlängerung der Kriegskredite. Erst im Januar 1915 bildet er zusammen mit Otto Rühle und weiteren eine Opposition zu den deutschen Kriegsbemühungen und zur Kriegsbejahung der SPD-Mehrheit innerhalb der SPD-Fraktion.
- Deutsches Kaiserreich: Adolf Hitler wird aus unbekannten Detailgründen mit dem Eisernen Kreuz II. Klasse ausgezeichnet.[2]
- Österreich-Ungarn: Die komplett aus Holz erbaute Kundler-Klamm-Brücke wird zu Ehren des 66. Regierungsjubiläums von Kaiser Franz Joseph I. eröffnet.
- Belgrad/Königreich Serbien: Im Rahmen der Schlacht an der Kolubara erobern Österreich-Ungarische Truppen die Hauptstadt Serbiens.

### Donnerstag, 3. Dezember
- Einzugsgebiet der Kolubara/Königreich Serbien: Die serbische Armee beginnt unter der Führung von Radomir Putnik und Živojin Mišić im Zuge der Schlacht an der Kolubara mit einer Gegenoffensive gegen die Österreichisch-Ungarischen Streitkräfte, die die siegessicheren Österreicher vollkommen überrascht.
- Vereinigtes Königreich: Die ersten Testfahrzeuge der Rolls-Royce Armoured Cars erreichen die Front des Ersten Weltkriegs, ab April 1915 erfolgt der reguläre Einsatz.

### Dienstag, 8. Dezember
- Paris/Frankreich: Die französische Regierung verlegt ihren Dienstsitz zurück nach Paris. Damit endet eine über zweimonatige Episode, in der die Regierung in Bordeaux residierte.[3]

### Donnerstag, 10. Dezember
- Stockholm/Schweden: In diesem Jahr wird kein Friedensnobelpreis vergeben. Ein Nobelpreis geht ins Deutsche Reich (Physik, Max von Laue) und einer nach Österreich-Ungarn (Medizin, Robert Bárány).

### Samstag, 19. Dezember

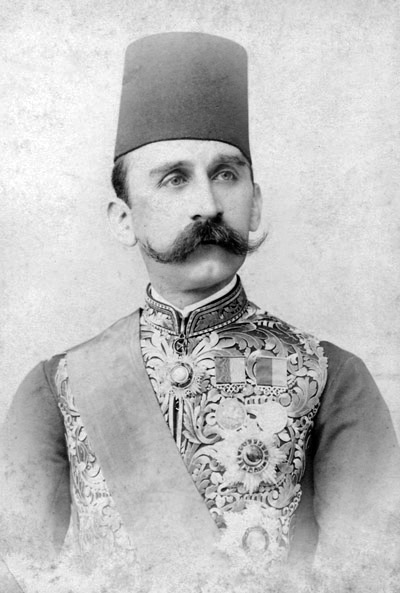
Sultan Hussein Kamil

- Sultanat Ägypten: Das Vereinigte Königreich setzt den Khediven Abbas Hilmi II. ab und ermutigt dessen Onkel, Hussein Kamil, ein Sultanat auszurufen und sich selbst zum Sultan zu erklären. Gleichzeitig richtet Großbritannien ein Kommissariat im Land ein, das Protektorat über Ägypten.[4][5][6]

### Dienstag, 22. Dezember

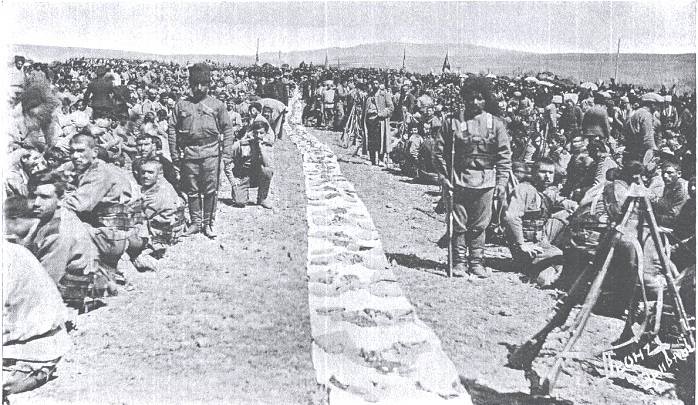
Armenisches Bataillon (November oder Dezember 1914)

- Ostanatolien: Die Truppen des Osmanischen Reiches beginnen unter dem Kommando von Enver Pascha in Bardız und Oltu den Angriff auf die Truppen des Russischen Kaiserreichs und eröffnen damit die Schlacht von Sarıkamış. Diese enden mit einer schweren Niederlage für sie, so dass sie am 5. Januar 1915 den Rückzug antreten müssen und bei den Gefechten etwa die Hälfte ihrer 120.000 Soldaten verlieren.[7]

### Donnerstag, 24. Dezember

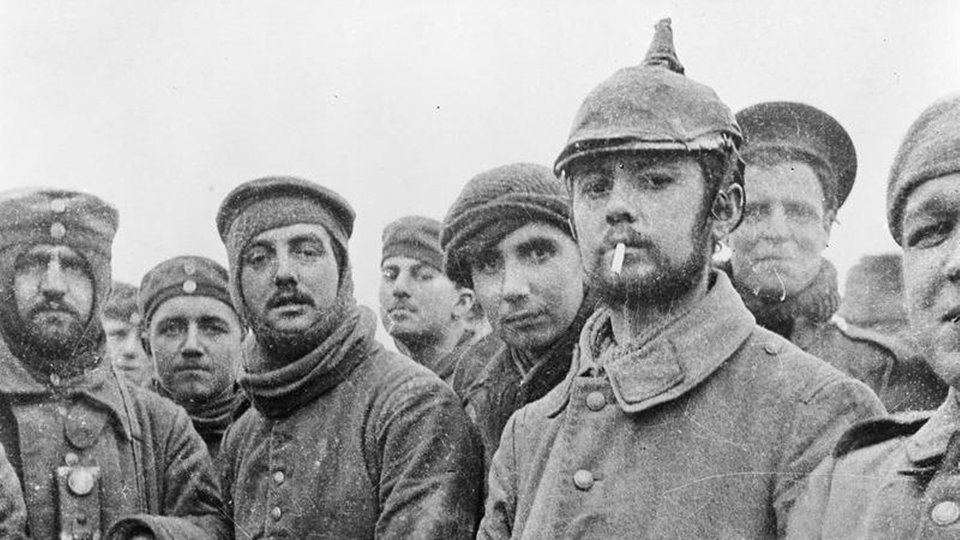
Briten und Deutsche im Weihnachtsfrieden.

- Belgien und Nordfrankreich: Zwischen einzelnen deutschen Verbänden und Entente-Truppen kommt es zu einer spontanen, nicht autorisierten Waffenruhe, die mehrere Tage anhält (Weihnachtsfrieden).

### Freitag, 25. Dezember
- Cuxhaven/Deutsches Reich: Von Flugzeugmutterschiffen aus, die durch britische Kriegsschiffe gesichert sind, greift der Royal Naval Air Service den Zeppelinhafen Nordholz an, um einen deutschen Luftschlag gegen das Vereinigte Königreich zu vereiteln.[8]

### Montag, 28. Dezember

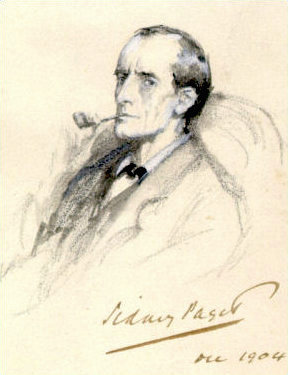
Sherlock Holmes, Kohlezeichnung von Sidney Paget (1904)

- Vereinigtes Königreich: Der Spielfilm A Study in Scarlet wird veröffentlicht. Es handelt sich um die Verfilmung von Eine Studie in Scharlachrot, in der Sherlock Holmes und sein Begleiter Dr. Watson einen Mord in einem Mormonen-Treck untersuchen.[9] Tags darauf erschien in den Vereinigten Staaten ein Film gleichen Namens.

### Dienstag, 29. Dezember
- Vereinigte Staaten: Der Spielfilm A Study in Scarlet wird veröffentlicht. Ebenso wie in der tags zuvor in England veröffentlichten Verfilmung gleichen Namens handelt er von Sherlock Holmes und seinem Begleiter Dr. Watson, die einen Mord in einem Mormonen-Treck untersuchen.
- Belgien: Die Zeitungen stellen ihr Erscheinen ein und Kardinal Désiré Mercier, Erzbischof von Mecheln-Brüssel, fordert seine Landsleute zum passiven Widerstand gegen die deutsche Besatzungsmacht auf.

### Mittwoch, 30. Dezember
- Vereinigtes Königreich: Die Royal Navy gibt die Schlachtkreuzer Repulse und Renown in Auftrag. Beide sind als Antwort auf die neuen deutschen Schlachtkreuzer konstruiert. Die Repulse wird von John Brown & Company in Clydebank gebaut und die Renown von Fairfield Shipbuilding & Engineering Co. Ltd. in Glasgow.